# Калинин, Анатолий Иосифович
Калинин Анатолий Иосифович (род. 1947, Бобруйск) — доктор физико-математических наук, доцент, профессор, заведующий кафедры методов оптимального управления факультета прикладной математики и информатики.

## Краткая биография
В 1970 году окончил математический факультет БГУ, учился в аспирантуре университета при кафедре методов оптимального управления. После защиты кандидатской диссертации (1973) работал на этой кафедре. С 1975 года он — доцент только что созданной кафедры теории вероятностей и математической статистики БГУ, где работал до перехода на кафедру методов оптимального управления. С 1975 по 1978 г. находился в командировке в Алжире, где преподавал в университете  Константина. В 1990 г. защитил докторскую диссертацию «Асимптотические методы решения возмущенных задач оптимального управления». В 1991 г. становится профессором кафедры методов оптимального управления, а с 2000 года возглавляет эту кафедру. Ученое звание профессора ему присвоено в 1993 г.

## Научная деятельность
Научные интересы сосредоточены в области математической теории оптимальных процессов. Он разработал универсальный метод исследования оптимальных управлений в непрерывных и дискретных динамических системах, который получил название метода приращений в пространстве состояний. Им предложена методика исследования задач оптимизации динамических систем с малыми параметрами, он ввел в теорию сингулярных возмущений новые предельные задачи. Под руководством А. И. Калинина защищены 4 кандидатские диссертации. Профессор Анатолий Иосифович ведет педагогическую работу на факультете прикладной математики и информатики. Он читает базовые курсы лекций: «Методы оптимизации», «Теоретическая механика», «Теория вероятностей и математическая статистика», а также ряд специальных курсов. Он принимал активное участие в создании специальности «Экономическая кибернетика», читает для студентов этой специальности базовый курс «Экономическая теория». Является членом межведомственного Экспертного совета по приоритетным направлениям математики, а также специализированного Совета по защите диссертаций.

### Ученые степени и звания
- Кандидат физико-математических наук, 1973
- Доцент, 1975
- Доктор физико-математических наук, 1990
- профессор, 1993

## Основные труды
- Асимптотические методы оптимизации возмущенных динамических систем. Мн., 2000; Асимптотика решений возмущенных задач оптимального управления // Известия РАН. Техническая кибернетика. 1994. № 3.

### Основные публикации
1. Калинин А. И. О связи между функцией Беллмана и матричными импульсами // Дифференц. уравнения. 1972. Т. 8, № 8. С. 1501 – 1504.
2. Калинин А. И. Об одном методе улучшения допустимых управлений в дискретных системах // Дифференц. уравнения. 1978. Т. 14, № 2. С. 227 – 235.
3. Калинин А. И. К проблеме особых оптимальных управлений // Дифференц. уравнения. 1985. Т. 21, № 3. С. 472 – 478.
4. Калинин А. И. Оптимизация квазилинейных систем управления // Ж. вычисл. мат. и мат. физ. 1988. Т. 28, № 3. С. 325 – 334.
5. Калинин А. И. Алгоритм асимптотического решения сингулярно возмущенной линейной задачи оптимального быстродействия // Прикл. мат. и мех. 1989. Т. 53, вып. 6. С. 880 – 889.
6. Калинин А. И. Асимптотический метод построения оптимальных управлений с особыми участками // Докл. АН СССР. 1990. Т. 314, № 1. С. 62 – 67.
7. Гневко С. В., Калинин А. И. Асимптотическая оптимизация нелинейных регулярно возмущенных систем управления // Ж. вычисл. мат. и мат. физ. 1991. Т. 31, № 8. С. 1160 – 1172.
8. Калинин А. И. Алгоритм асимптотического решения задачи терминального управления нелинейной сингулярно возмущенной системой // Ж. вычисл. мат. и мат. физ. 1993. Т. 33, № 12. С. 1762 – 1775.
9. Калинин А. И. Асимптотика решений возмущенных задач оптимального управления // Изв. РАН. Техн. кибернетика. 1994, № 3. С. 104 – 114.
10. Калинин А. И. Асимптотика решения линейной сингулярно возмущенной задачи оптимального управления с фазовыми ограничениями // Ж. вычисл. мат. и мат. физ. 2000. Т. 40, № 1. С. 54 – 64.
11. Калинин А. И., Кириллова Ф. М. Асимптотическая оптимизация линейных динамических систем в классе малоинерционных управлений // Автоматика и телемеханика. 1994. № 4. С. 38 – 46.
12. Калинин А. И., Кириллова Ф. М. Асимптотическая минимизация полного импульса управляющих воздействий // Ж. вычисл. мат. и мат. физ. 1997. Т. 37, № 12. С. 1427 – 1438.
13. Kalinin A. I., Polevikov S. V. Asymptotic Solution of the Minimum Force Problem for Linear Singularly Perturbed Systems // Automatica. 1998. V. 34, № 5. P. 625 – 630.
14. Калинин А. И. Асимптотические методы оптимизации возмущенных динамических систем. Мн.: Экоперспектива, 2000. 188 с.
15. Балашевич Н. В., Габасов Р., Калинин А. И., Кириллова Ф. М. Оптимальное управление нелинейными системами // Ж. вычисл. мат. и мат. физ. 2002. Т. 42, № 7. С. 969 – 995.
16. Калинин А. И., Семенов К.В. Асимптотический метод решения сингулярно возмущенной линейной задачи терминального управления // Изв. РАН. Теория и системы управления. 2004, № 5. С. 32 – 39.
17. Калинин А. И. Асимптотическое решение сингулярно возмущенной задачи оптимального быстродействия // Ж. вычисл. мат. и мат. физ. 2005. Т. 45, № 11. С. 1963 – 1968.
18. Грудо Я. О., Калинин А. И. Асимптотическое решение задачи оптимального быстродействия для квазилинейной системы при евклидовом ограничении на управление // Автоматика и телемеханика. 2007. № 8. С. 106 – 115.
19. Грудо Я. О., Калинин А. И. Асимптотическая оптимизация нелинейных сингулярно возмущенных систем при ограничении управления гиперсферой // Дифференц. уравнения. 2008. Т. 44, № 11. С. 1472 – 1481.
20. Калинин А. И. Асимптотика решения сингулярно возмущенной линейно-квадратичной задачи терминального управления // Ж. вычисл. мат. и мат. физ. 2010. Т. 50, № 3. С. 423 – 433.